# Anna Zippel
Anna Zippel ou Anna Sippel ou Anna Sippela, morte  le 29 avril 1676)  est une femme suédoise accusée de sorcellerie. Elle est jugée lors du célèbre procès de Katarina à Stockholm pendant la chasse aux sorcières suédoise Det stora Oväsendet (Le Grand Tumulte) entre 1668 et 1676. Avec sa sœur, Brita Zippel, et son amie Anna Månsdotter, elle est la première femme à Stockholm à être accusée d'avoir enlevé des enfants lors du sabbat des sorcières de Satan à Blockula. Elle est décapitée et son corps brûlé.

## Biographie
Anna Zippel est une femme plutôt aisée de la haute société. Elle est la fille de Georg Zippel, le maître des sports de balle à la cour suédoise, qui a construit la salle de bal et théâtre Lilla Bollhuset (sv),. Son mari Bengt Bråk possède plusieurs boulangeries et propriétés et un moulin. Elle-même fabrique et vend des médicaments avec son amie, la chapelière Anna Månsdotter. Elle soutient sa sœur Brita Zippel (en) qui a eu des revers de fortune, même si elles ne sont pas proches. Anna Zippel, est une femme respectée et digne, elle a des relations haut placées comme l'épouse du maire Thegnérs, l'épouse du capitaine de la ville, Margareta Remmer, et madame de la Vallée, épouse du célèbre architecte Jean de la Vallée de la Maison royale. Cette respectabilité ne lui sera cependant pas d'un grand secours lorsque les accusations vont tomber,.
Anna Zippel est décrite comme une femme grande et fière avec une posture élégante, et elle semble s'être intéressée à la mode. Les enfants la décrivent comme la « reine de Blockula », île légendaire où le diable tient sa cour terrestre pendant le sabbat des sorcières, vêtue de vêtements coûteux, de diamants, d'une traîne et avec ses cheveux en boucles. Des adolescentes affirment qu'elle les avait habillées pour leur mariage avec le diable en enfer.

### Le Procès
Il est possible qu'Anna Zippel ait été accusée à cause de sa sœur et de son amie. Sa sœur, Brita Zippel (en), a déjà été accusée de sorcellerie à deux reprises, et son amie, Anna Månsdotter est considérée comme prétentieuse, méprisant les commérages et l'opinion publique[réf. souhaitée].
Les gens prétendent que ses médicaments sont des potions magiques. Son ancienne femme de chambre multiplie les accusations : Anna Zippel l'a envoyée dans des missions mystérieuses au milieu de la nuit, le diable remplit régulièrement son sous-sol  d'argent, le fantôme d'un chien garde son jardin... Lorsque ses enfants et ses neveux sont interrogés, ils affirment avoir été emmenés au sabbat de Satan[réf. souhaitée].
Anna Zippel se comporte avec beaucoup de dignité pendant le procès, se défendant hardiment. Pas moins de cinquante témoins déposent contre elle. Elle déclare qu'elle et son mari ont fait fortune grâce au travail acharné et à la camaraderie, et qu'elle et son amie Anna Månsdotter ont une grande compétence dans la fabrication de médicaments. Elle dit être fière de la façon dont elle traite ses enfants et ses domestiques. Elle a dit que peu importe le nombre de personnes qui témoignent contre elle, elle est toujours innocente – et même si tous les prêtres et évêques du royaume témoignaient contre elle, cela ne changerait rien à ce fait. Elle rejette toutes les accusations portées contre elle, sa sœur et son amie, les qualifiant d'accusations malveillantes motivées par la jalousie.

### La condamnation
Le 24 avril 1676, les trois femmes sont  condamnées à être décapitées et leurs corps brûlés sur le bûcher. Anna Zippel s'écrit : "Eh bien ! Je suis toujours innocente ! Dieu vous pardonne pour le verdict que vous venez de rendre !" .
L'exécution a lieu le 29 avril 1676 à Hörtoget, à Stockholm.
Brita Zippel se débat avec fureur, secouant ses chaînes, menaçant son confesseur de sa vengeance posthume et maudissant les spectateurs, il faut cinq hommes pour la mener à la plateforme du supplice. Elle est exécutée la première, Anna Zippel suit passivement, ne dit rien, n'écoute pas les prêtres et ne bouge pas. Les aides du bourreau la conduisent jusqu'à la plate-forme comme si elle était une poupée . Anna Mansdotter réussit à se suicider en prison mais son corps sera tout de même décapité et brûlé.